# William Fiennes (1er vicomte Saye et Sele)
Pour les articles homonymes, voir William Fiennes.
William Fiennes, 1er vicomte Saye et Sele (28 juin 1582 - 14 avril 1662) est un noble et homme politique anglais, aussi connu pour son implication dans plusieurs entreprises pour la mise en place des colonies d'outre-mer .

## Jeunesse
Il est né dans la maison familiale de Broughton Castle près de Banbury, dans l'Oxfordshire, fils unique de Richard Fiennes (7e baron Saye et Sele) (en), et de sa femme Constance, fille de William Kingsmill . Il fait ses études au New College d'Oxford. Il est descendant et héritier de la sœur de William de Wykeham, le fondateur du collège. Fiennes hérite de la baronnie de son père en 1613 .

## Début de carrière
Au cours de la dernière partie du règne de Jacques Ier, Saye est l'un des opposants les plus en vue de la cour. En 1621, il est actif contre Francis Bacon, et demande qu'il soit dégradé de la pairie. En 1622, il s'oppose aux levées fiscales du roi, disant qu'il ne connaissait pas d'autre loi que le parlement pour persuader les hommes de donner leurs propres biens ; il passe six mois à la Prison de la Fleet, puis connait une période d'assignation à résidence. Lorsque George Villiers (1er duc de Buckingham) revient d'Espagne et propose de rompre le mariage espagnol, le duc et le baron deviennent des alliés temporaires ; et Saye devient vicomte Saye et Sele en 1624 . Il participe à l'attaque contre Lionel Cranfield (1er comte de Middlesex) .
Au parlement de 1626, Saye siège dans l'opposition ; il défend les privilèges de la pairie contre le nouveau roi Charles Ier dans les affaires de John Digby, 1er comte de Bristol et Thomas Howard (14e comte d'Arundel), et intervient au nom de Dudley Digges lorsque Buckingham l'accuse de parler de trahison. À l'automne de la même année, il fait partie de ceux qui refusent de payer l'emprunt forcé. Au parlement de 1628, il emploie avec succès le droit de protestation des pairs. Dans les débats sur la Pétition des droits il s'oppose aux réserves et amendements du parti de cour.

## Colonies
Sous le règne personnel de Charles Ier, Saye consacre du temps et de l'argent à des projets de colonisation : ses motivations sont en partie financières, mais aussi religieuses et politiques.
En 1630, il fonde, en collaboration avec Robert Greville (2e baron Brooke), John Pym, et d'autres du groupe d'entrepreneurs puritains, une société pour l'établissement de la colonie de l'île Providence sur ce qui est maintenant l'Île de la Providence dans la mer des Caraïbes, partie de l'archipel de San Andrés, Providencia et Santa Catalina, un département de la Colombie.
Saye obtient un brevet pour une grande étendue de terre sur la rivière Connecticut le 19 mars 1632 de Robert Rich (2e comte de Warwick) et de la New England Company, en association à nouveau avec Lord Brooke et dix autres. Ils nomment John Winthrop le Jeune gouverneur et établissent un fort à l'embouchure de la rivière, auquel ils donnent le nom de « Sayebrook » ; ils envoient ensuite une cargaison de colons. En 1633, Saye et Brooke achètent également une plantation à Cocheco ou à Douvres, dans l'actuel New Hampshire, à des marchands de Bristol. Ils envisagent tous deux de s'installer en Nouvelle-Angleterre, mais ils demandent au préalable l'établissement d'une aristocratie héréditaire émigrée, parmi laquelle les gouverneurs seront choisis. Après un accueil hostile aux idées constitutionnelles de Saye, les partenaires de la colonie se sont compromis pour obtenir des colons.
Saye concentre ses énergies sur la colonisation de l'île Providence, tout en diffusant des rapports désobligeants sur la Nouvelle-Angleterre, notamment son climat et ses terres. Il y abandonne bientôt ses entreprises et renonce à ses droits. Les colonies du New Hampshire sont transférées au Massachusetts en 1641 et Sayebrook est vendue au Connecticut trois ans plus tard.
Saye est l'un des commissaires du gouvernement de Westminster des plantations nommé le 2 novembre 1643.
Old Saybrook, Connecticut est nommé d'après le vicomte Saye et Lord Brooke.

## La politique des années 1630
Des puritains de premier plan, dont John Pym, qui sont membres de la Compagnie de l'île de la Providence rencontrent Saye au château de Broughton pour coordonner leur opposition au roi. À plusieurs reprises, Saye déjoue les conseillers de Charles Ier par son strict respect des formes juridiques  qui lui vaut le surnom de « vieille subtilité ».
Bien que Saye ait résisté à la levée de l'argent du navire, il accompagne Charles dans sa marche contre les Écossais en 1639 ; mais, avec un seul autre pair, il refuse de prêter le serment l'obligeant à combattre pour le roi « au maximum de mon pouvoir et au risque de ma vie ». Puis Charles Ier cherche à gagner ses faveurs en faisant de lui un conseiller privé et maître de la cour des pupilles.

## Guerre civile et restauration
Lorsque la guerre civile éclate, cependant, Saye fait partie du comité de sécurité, est nommé Lord-lieutenant du Gloucestershire, de l'Oxfordshire et du Cheshire, et lève un régiment qui occupe Oxford. Il est membre du comité des deux royaumes et est principalement responsable de l'adoption de l'ordonnance d'abnégation par la Chambre des lords. En 1647, il défend l'armée dans sa lutte contre le parlement.
En 1648, tant au traité de Newport qu'ailleurs, Saye désire que Charles se réconcilie avec le Parlement et il se retire dans la vie privée après l'exécution du roi. En 1656, il récupère 500 £ de dommages-intérêts auprès de James Whinnel, gentilhomme de Wisbech, il accepte de faire don de 100 £ à la ville de Wisbech sur l'île d'Ely, les intérêts devaient être utilisés pour fournir des vêtements aux pauvres et administrés par son fils Richard Fiennes ,. Il redevient conseiller privé lors de la restauration de Charles II. Il meurt au château de Broughton le 14 avril 1662.

## Famille
Fiennes épouse Elizabeth, fille de John Temple of Stowe, en 1600. Leur fils aîné James (c. 1603-1674) lui succède comme 2e vicomte ; les autres fils sont les parlementaires Nathaniel Fiennes et John Fiennes. Sa fille Bridget épouse son cousin éloigné Theophilus Clinton (4e comte de Lincoln), fils du 3e comte de Lincoln. Une autre fille Ann épouse Sir Charles Wolseley, 2e baronnet.
La vicomté de Saye et Sele s'est éteinte en 1781, et la baronnie passe aux descendants de John Twisleton (mort en 1682) et de son épouse Elizabeth (morte en 1674), une fille du 2e vicomte.